# Andaman Centrale
Andaman Centrale o Isola Andamana Centrale (Middle Andaman in inglese) è una delle 3 principali isole dell'arcipelago delle Isole Andamane in India.

## Geografia e popolazione
Con una superficie di 1.536 km² l'isola Andamana Centrale si colloca tra 150° e 200° posto tra le isole più grandi del mondo. 
Abitata da varie popolazioni tra cui le principali sono bengalesi, Tamil e abitanti del Kerala; è inoltre la casa del popolo Jarawa.
Le principali città sono rappresentate da Rangat che ospita circa 10.000 persone, seguita dalle città di Mayabunder, Bakultala, Nimbutala, and Kadamtala.
Le attività maggiori dell'isola sono la pesca e l'agricoltura. 
Anche quest'isola ha subito gli effetti dello tsunami del 2004 ma per fortuna gli effetti sono stati più deboli che nelle isole vicine.

## Storia
Pare che nella seconda metà del XIX secolo gli Inglesi utilizzassero l'isola come luogo di deportazione degli indiani ribelli 
Durante la seconda guerra mondiale fu sede dello sbarco inglese che condusse il Generale McCarthy a Calcutta.